# Operación Silberfuchs
La Operación Silberfuchs (traducido al español como "Operación zorro de plata") fue el nombre en clave utilizado por la Alemania Nazi para referirse a la operación conjunta de alemanes y finlandeses con el objetivo de capturar el puerto de Múrmansk, al norte de la Unión Soviética. De esa forma, podrían paralizar la ayuda enviada a Rusia por Reino Unido.
La operación tuvo tres etapas. La Operación Rentier fue el ataque inicial liderado por los alemanes, que partieron de Noruega rumbo a Petsamo (ciudad que previamente habían tratado de tomar los alemanes durante la Batalla de Petsamo). Las dos operaciones siguientes, la Operación Platinfuchs y la Operación Polarfuchs fueron ejecutadas por la AOK Norwegen y el trigésimo sexto cuerpo de montaña alemán respectivamente. Este último contó además con la colaboración de la III División Finlandesa, y se desarrolló en las proximidades de la ciudad de Múrmansk.